# José Maria Rodrigues Alves
José Maria Rodrigues Alves zvaný Zé Maria (* 18. květen 1949 Botucatu) je bývalý brazilský fotbalista. Nastupoval především na postu obránce.
S brazilskou fotbalovou reprezentací vyhrál mistrovství světa roku 1970, byť na závěrečném turnaji nenastoupil. Zúčastnil se i Mistrovství světa roku 1974, kde Brazilci skončili čtvrtí, a kde nastoupil ve čtyřech utkáních. Brazílii reprezentoval v letech 1968-1978, a to ve 47 zápasech.
Celou kariéru strávil v brazilských soutěžích, na nejvyšší úrovni hrál za Corinthians a Portuguesu.